# Phi Gamma Delta

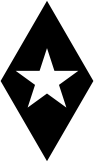
Symbol der Studentenverbindung

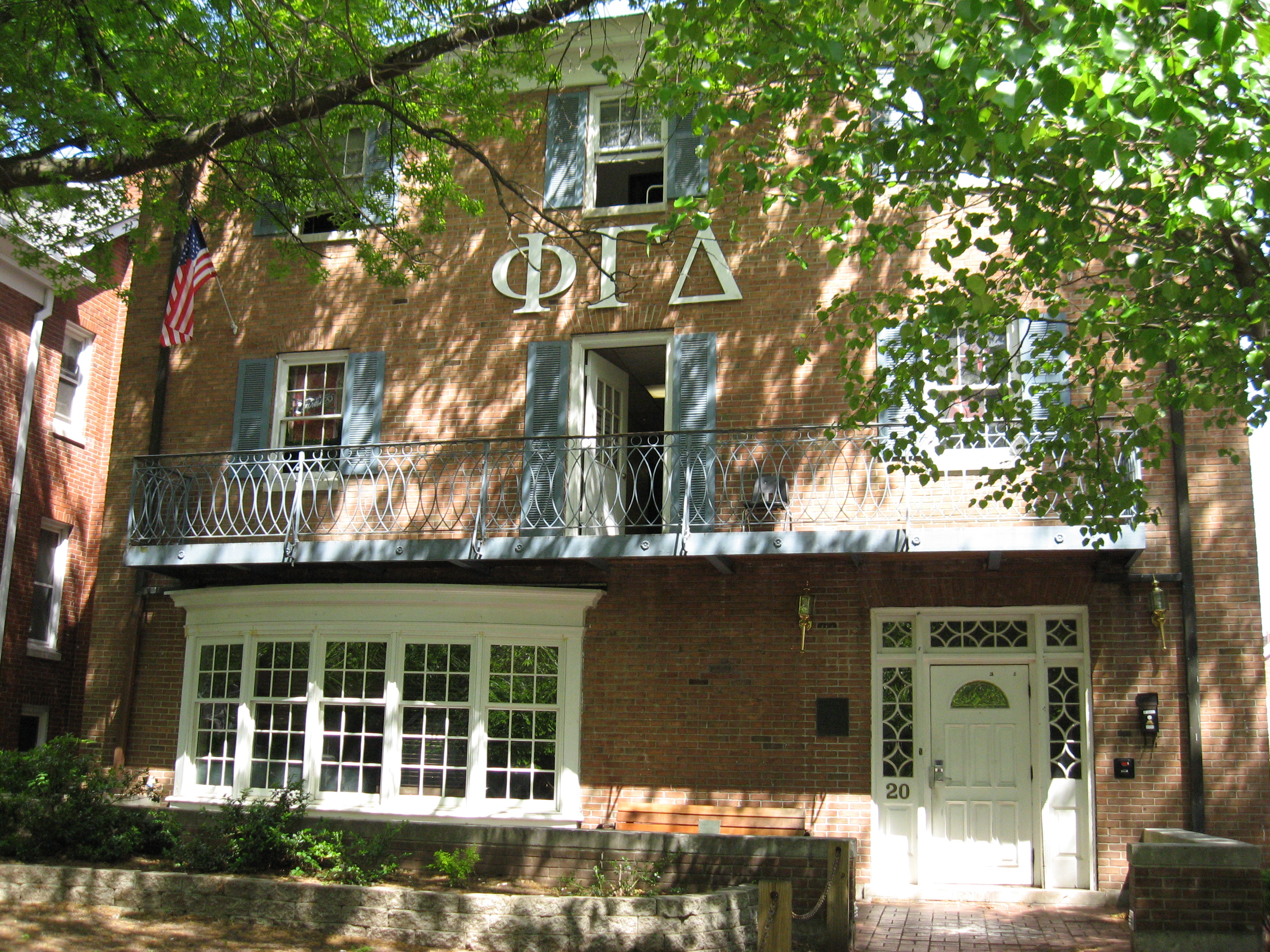
Korporationshaus an der Ohio University.

Phi Gamma Delta (umgangssprachlich auch Fiji) ist eine Verbindung männlicher Studenten in den USA. Sie wurde 1848 am Jefferson College in Pennsylvania gegründet und hat heute 120 Zweige (chapters) in ganz Nordamerika. Sie gehört dem Jefferson Duo an.
Viele Phi-Gamma-Delta-Mitglieder haben sich durch herausragende Leistungen in Wissenschaft, Politik, Sport und Entertainment einen Namen gemacht. Sechs Pulitzer-Preis-Träger sind Fijis sowie auch zwei Nobelpreis-Träger und 27 Olympiamedaillengewinner.
Unter anderem war auch Calvin Coolidge ein Mitglied von Phi Gamma Delta.